# Neossos
Genre
Neossos est un genre de diptères au sein de la famille des Heleomyzidae.

## Liste d'espèces
Selon Catalogue of Life (27 févr. 2013) :
- Neossos atlanticus
- Neossos californicus
- Neossos marylandicus
- Neossos nidicola
- Neossos wegelii

Selon ITIS (27 févr. 2013) :
- Neossos californicus Melander, 1952
- Neossos marylandicus Malloch, 1927